# Lifesong (песня)
«Lifesong» — песня американской группы христианского рока Casting Crowns, вышедшая 19 июля 2005 года на лейблах Beach Street Records и Reunion Records в качестве ведущего сингла со второго студийного альбома Lifesong (2005).
Трек написан Марком Холлом и спродюсирован Марком А. Миллером.
По словам Марка Холла, вокалиста Casting Crowns, песня «Lifesong» возникла из того, что он сам говорил студентам в молодёжном служении своей церкви. Сравнивая песню с творчеством рок-группы U2, он лирически указывает верующим на необходимость чтить Бога во всем, что они делают.
После выхода «Lifesong» получила в основном положительные отзывы, некоторые критики похвалили музыкальное оформление песни. Песня была номинирована на две награды на 37-й церемонии GMA Dove Awards и была исполнена группой Casting Crowns на концерте. Песня стала хитом на христианском радио, возглавив чарты Billboard Hot Christian Songs и Hot Christian AC, а также чарты Radio & Records Christian AC и Soft AC/Inspirational. Песня также вошла в топ-10 чарта Radio & Records Christian CHR. Он занял 21 место в чарте «Hot Christian Songs декады 2000-х» и 27 место в чарте «Hot Christian AC» по итогам десятилетия.

## Отзывы
Песня «Lifesong» получила в основном положительные отзывы от музыкальных критиков. Джон ДиБиасе из Jesus Freak Hideout назвал её «музыкальным кивком в сторону U2» и выразил мнение, что благодаря этой песне альбом Lifesong стал «более привлекательным», чем дебютный альбом Casting Crowns. Дэвид Маккрири из CCM Magazine назвал песню «мощным номером прославления». Однако Расс Браймайер из Christianity Today посчитал песню одной из самых слабых на альбоме, назвав её «предсказуемой» и раскритиковав за подражание песням U2 «Where the Streets Have No Name» и Криса Томлина «Forever». На 37-й церемонии GMA Dove Awards песня «Lifesong» была номинирована на звание Песни года и Поп/Современной записанной песни года. Она не победила ни в одной из номинаций.

## Чарты
«Lifesong» дебютировала на 21-м месте в чарте Billboard Hot Christian Songs в неделю с 6 августа 2005 года. Она поднялась на 10-е место спустя три недели и на 2-е место на четвёртую неделю. В свою седьмую неделю нахождения в чарте песня «Lifesong» достигла первого места в хит-параде христианской музыки. Она пробыла на вершине в сумме 10 недель (неподряд) and 34 weeks on the chart in total..
| Чарт (2005)                           | Высшая позиция |
| ------------------------------------- | -------------- |
| Billboard Hot Christian AC            | 1              |
| Billboard Hot Christian Songs         | 1              |
| Radio & Records Christian AC          | 1              |
| Radio & Records Christian CHR         | 7              |
| Radio & Records Soft AC/Inspirational | 1              |

| Чарт (2005)                   | Позиция |
| ----------------------------- | ------- |
| Billboard Hot Christian AC    | 12      |
| Billboard Hot Christian Songs | 12      |
| Radio & Records Christian AC  | 19      |

| Чарт (2006)                   | Позиция |
| ----------------------------- | ------- |
| Billboard Hot Christian AC    | 17      |
| Billboard Hot Christian Songs | 16      |

| Чарт (2000-е)                 | Позиция |
| ----------------------------- | ------- |
| Billboard Hot Christian AC    | 27      |
| Billboard Hot Christian Songs | 21      |